# Lluís Bru Pérez
Lluís Bru Pérez   (Barcelona, 19 d'octubre de 1907 - Barcelona, gener 1969) va ser un boxejador català que va competir durant la dècada de 1920. El 1924 va prendre part en els Jocs Olímpics de París, on disputà la categoria del pes ploma, del programa de boxa. Quedà eliminat en els setzens de final.